# Monte Qingcheng
El monte Qingcheng (en chino, 青城山; pinyin, Qīngchéng Shān) es una montaña de Guanxian, provincia de Sichuan, China. En la mitología taoísta, este era el lugar donde el Emperador Amarillo estudió con Ning Fengzhi. Como un centro de la religión taoísta, se hicieron multitud de templos. La montaña tiene 36 picos. 
En esta montaña se localizó el epicentro del terremoto de 12 de mayo de 2008.
Junto al sistema de irrigación de Dujiangyan forma parte del Patrimonio de la Humanidad desde 2000.